# Infinity Pool
Infinity Pool és una pel·lícula de terror i ciència-ficció escrita i dirigida per Brandon Cronenberg. Protagonitzada per Alexander Skarsgård, Mia Goth i Cleopatra Colemanal, va ser estrenada el 2023. La pel·lícula ressegueix un escriptor en dificultats que coneix una estranya dona durant les vacances i de seguida descobrirà una macabra tradició local. S'ha subtitulat al català.
Tot i que Cronenberg va començar a desenvolupar el projecte el 2019 a partir de vivències personals, la producció es va ajornar fins al 2021. Infinity Pool es va estrenar al Festival de Cinema de Sundance el 22 de gener de 2023 i es va estrenar al Canadà el 27 de gener. La crítica cinematogràfica en va elogiar l'atmosfera i la direcció de Cronenberg.

## Argument
El novel·lista James Foster i la seva esposa passen les vacances en un complex turístic de luxe al país imaginari de la costa de Li Tolqa, on està en marxa un festival local. El conflicte matrimonial crònic de la parella s'agreuja quan Gabi, una fan de l'única novel·la que l'autor ha publicat, els convida a passar temps amb ella i el seu marit Alban. Tots quatre sopen i decideixen passar l'endemà conduint pel camp, tot i que se'ls ha advertit que els turistes han de romandre al recinte en tot moment.

## Producció
El rodatge va durar cinc setmanes, començant el 6 de setembre de 2021 al complex Amadria Park de la ciutat croata de Šibenik. Després de dotze dies la producció es va traslladar a Budapest on es va completar el rodatge. La postproducció va tenir lloc a Toronto durant la segona meitat de 2022.
L'estrena europea de la pel·lícula es va celebrar al 73è Festival Internacional de Cinema de Berlín a la secció paral·lela Berlinale Special. La pel·lícula es va estrenar al sistema de televisió de vídeo a la carta el 14 de febrer de 2023.
Comparant-la amb Possessor, el film amb què Cronenberg va guanyar els premis a la millor pel·lícula i millor direcció al LIII Festival Internacional de Cinema Fantàstic de Catalunya, en una crítica a Los Angeles Times, Katie Walsh va escriure que Infinity Pool «és de més gran abast que la seva predecessora, la narració és més nítida, divertida i més perversa». Meagan Navarro de Bloody Disgusting va destacar-ne «el sentit de l'estil de Cronenberg, combinat amb una sensació implacable de por i tensió i dos protagonistes totalment captivadors i depravats garanteixen que valgui la pena entrar en aquestes aigües provocadores».